# Люлько, Роберт Давыдович
Ро́берт Давы́дович Люлько (16 февраля 1908, Лондон, Великобритания — 1994) — советский легкоатлет.
Заслуженный мастер спорта СССР (1937). Выступал за Москву (1927—1935, с 1944), Ленинград (1936—1943) — спортивное общество «Динамо» (1927—1943), ЦДКА (с 1944).
19-кратный чемпион СССР в беге на 100 м, 200 м, 400 м, эстафетах и прыжках в длину (1931—1940).

## Спортивные достижения
|       | Бег на 100 м | Бег на 100 м | Бег на 200 м | Бег на 200 м  | Бег на 400 м | Бег на 400 м  | Прыжки в длину | Прыжки в длину   | Десятиборье | Десятиборье |
| Место | Результат    | Место        | Результат    | Место         | Результат    | Место         | Результат      | Место            | Результат   |             |
| ----- | ------------ | ------------ | ------------ | ------------- | ------------ | ------------- | -------------- | ---------------- | ----------- | ----------- |
| 1928  |              |              |              |               |              |               |                |                  | 3-е место   | 5339        |
| 1931  |              |              |              |               | чемпион      | 53,2          |                |                  |             |             |
| 1934  |              |              | чемпион      | 22,0          | чемпион      | 48,6 — Р СССР | чемпион        | 7,185 м — Р СССР |             |             |
| 1935  |              |              | чемпион      | 22,0          |              |               |                |                  |             |             |
| 1936  | 2-е место    | 10,7         | чемпион      | 21,6 — Р СССР | чемпион      | 49,3          | 3-е место      | 6,71 м           |             |             |
| 1937  |              |              |              |               | чемпион      | 50,6          |                |                  |             |             |
| 1938  |              |              | чемпион      | 22,2          | 2-е место    | 50,4          |                |                  |             |             |
| 1939  | чемпион      | 11,0         | чемпион      | 21,9          |              |               |                |                  |             |             |
| 1940  |              |              | чемпион      | 22,3          | чемпион      | 49,7          |                |                  |             |             |
| 1943  |              |              |              |               |              |               |                |                  |             |             |
| 1944  |              |              | 2-е место    | 22,6          | 2-е место    | 50,4          |                |                  |             |             |
| 1945  |              |              |              |               |              |               |                |                  |             |             |
| 1946  |              |              |              |               | 3-е место    | 51,8          |                |                  |             |             |

Чемпион СССР в эстафетах
4×100 м
- 1931 — 44,8 (сб. Москвы)
- 1934 — 43,1 («Динамо»)
- 1936 — 42,2 (сб. Ленинграда) — Р СССР
- 1937 — 43,5 (сб. Ленинграда)
- 1940 — 43,1 (сб. Ленинграда)

4×400 м
- 1936 — 3.23,9 (сб. Ленинграда) — Р СССР

Рекорды СССР
```
бег на 200 м       21,6             22.08.1936   
Москва
, чемпионат СССР

бег на 400 м       49,8             30.07.1934   
Москва

                   48,6              6.08.1934   
Москва
, чемпионат СССР

прыжки в длину      7,185            4.08.1934   
Москва
, чемпионат СССР
                    7,225           22.09.1934   
Москва

                    7,24            21.06.1935   
Киев
```

## Книги
- Люлько Р. Д. Спринт. — М.: «Физкультура и туризм», 1938. — 44 с.
- Люлько Р. Д. Спринт, прыжки (в длину, тройной). — М.; Л.: «Физкультура и спорт», 1940. — 111 с.
- Люлько Р. Д. Бег на короткие дистанции и барьерный бег. — М.; Л.: «Физкультура и спорт», 1947. — 38 с.
- Люлько Р. Д. Бег на короткие дистанции. — М.; Л.: «Физкультура и спорт», 1949. — 108 с.

## Награды
- Орден «Знак Почёта» (22.07.1937)